# Cecina Decio Albino
Cecina Decio Albino iunior (in latino Caecina Decius Albinus iunior; fl. 392-406) è stato un politico romano di età imperiale.

## Biografia
Era il figlio di Publilio Ceionio Cecina Albino (consolare di Numidia nel 364/367) e padre di Cecina Decio Aginazio Albino (praefectus urbi nel 414).
In un periodo non noto servì in un ufficio almeno nominalmente militare, forse quello del notarius. Ricoprì poi la carica di consularis sexfascalis Numidiae Constantinae, tra il 388 e il 392. Nel 397-398 fu governatore della provincia della Campania (probabilmente col rango di spectabilis proconsul); successivamente, tra il 398 e il 401, ricoprì uno o più incarichi a corte, forse quello di quaestor o di magister officiorum.
Nel 402 divenne praefectus urbi di Roma. Aveva una casa sul lato sudoccidentale dell'Aventino, nei pressi della basilica dei Santi Bonifacio e Alessio, della quale sono state ritrovate delle fistule in piombo.
Era amico di Quinto Aurelio Simmaco, da cui ricevette diverse lettere, e come lui era pagano. Il grammatico Servio Mario Onorato gli dedicò il De centum metris ad Albinum.